# Ronald Haeberle
Ronald L. Haeberle est un photographe de l'armée américaine né en 1941 à Cleveland.
Il est connu notamment pour les photographies du massacre de Mỹ Lai qu'il a prises le 16 mars 1968.

## Œuvres

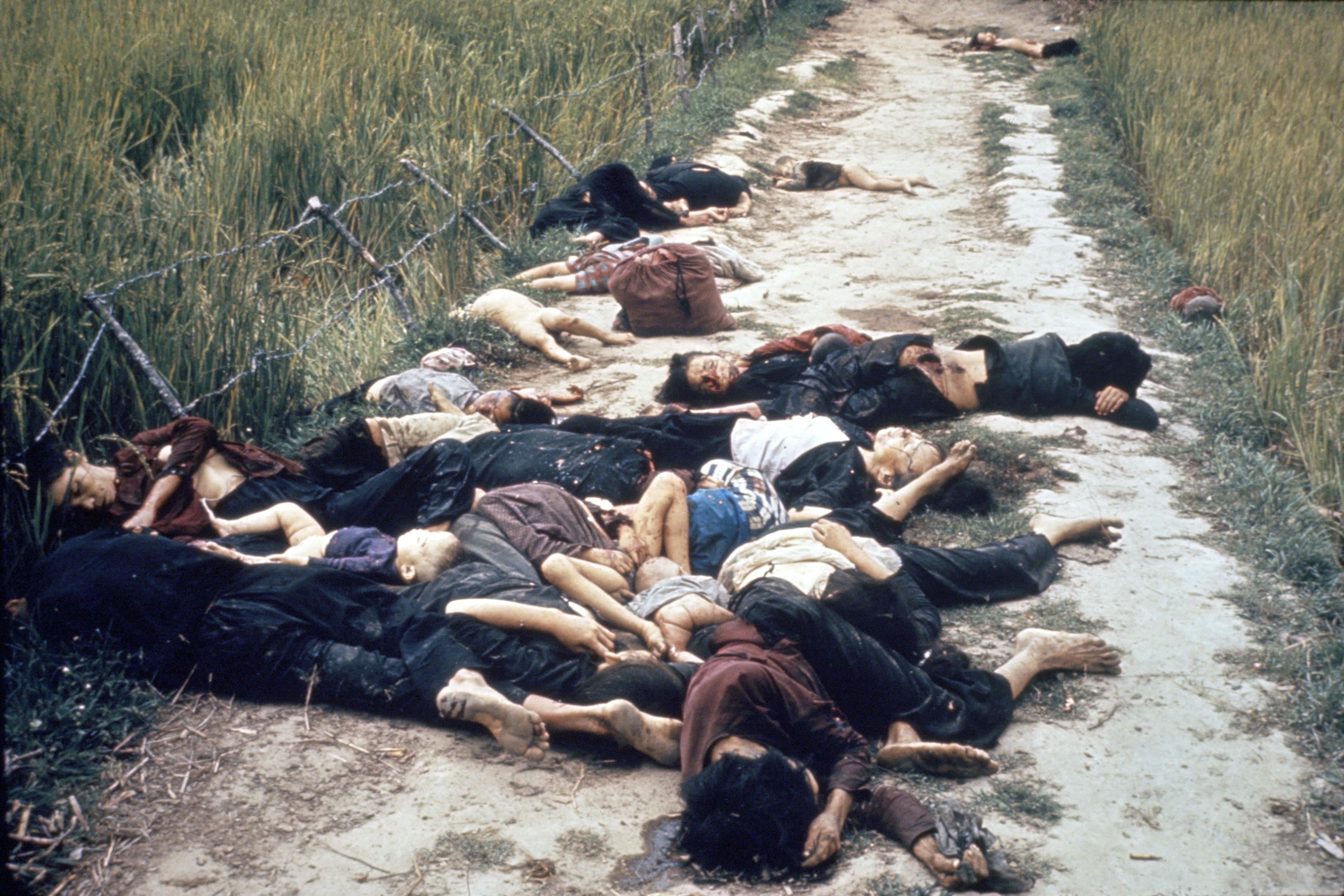
Une des photos du massacre de My Lai prises par Haeberle : "La plupart étaient des femmes et des enfants. On aurait dit qu'ils essayaient de s'enfuir."
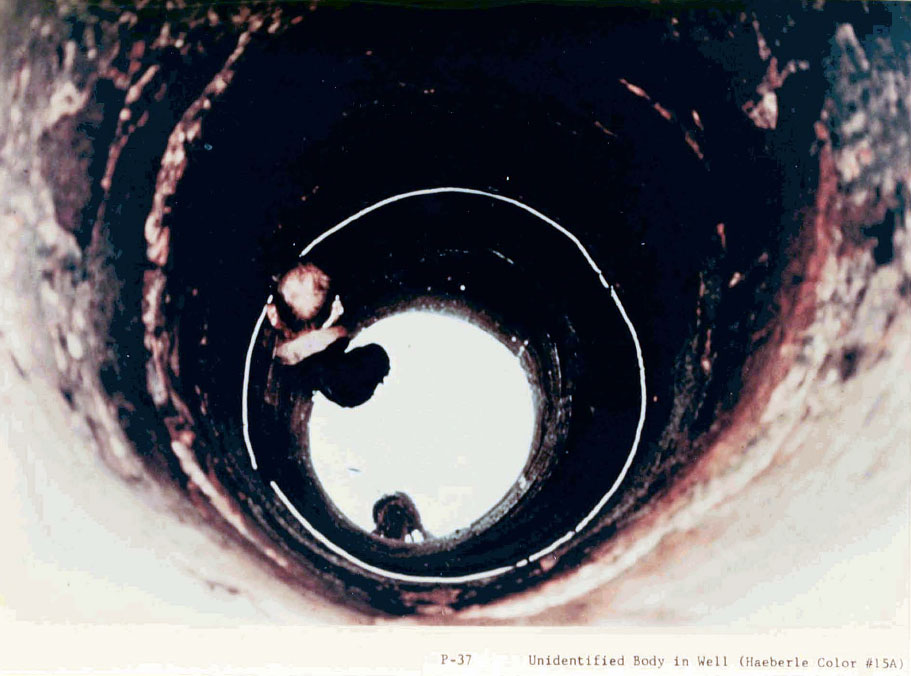
Haeberle photographie un corps jeté dans un puits.
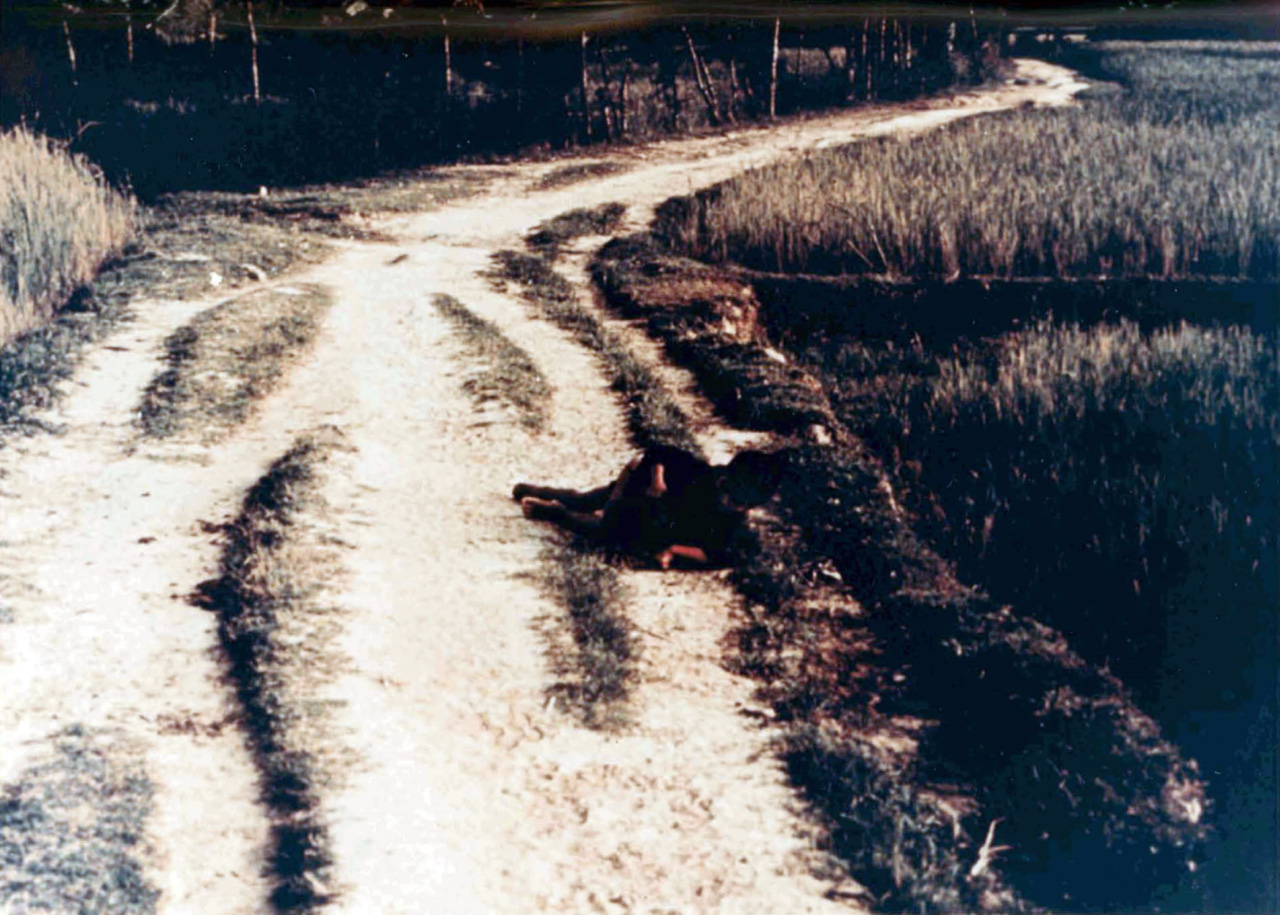
Enfant mort à My Lai.
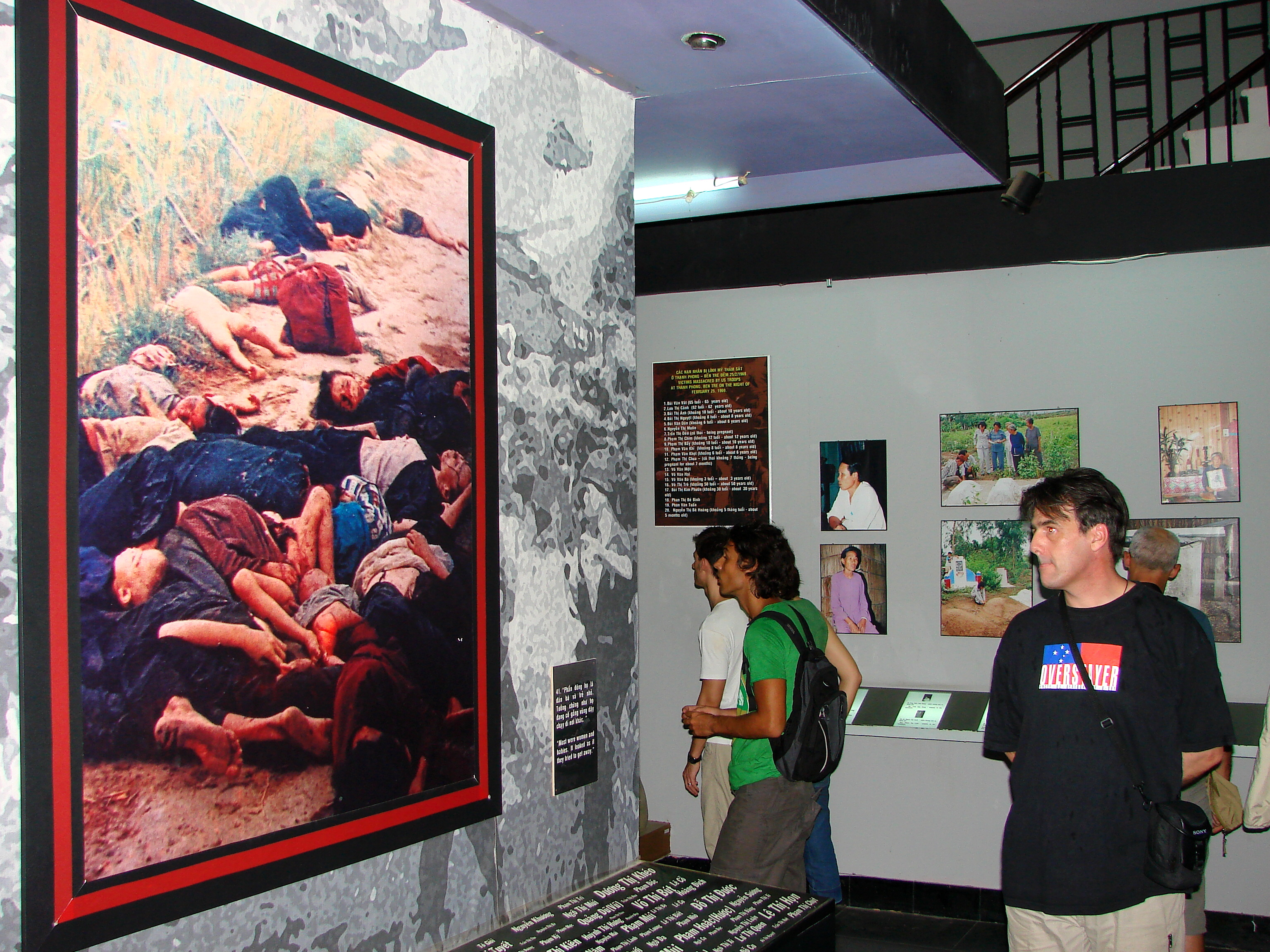
La photo du massacre de My Lai prise par Haeberle , visible au War Remnants Museum de Hanoi